# Itono (figlio di Beoto)
Itono è un personaggio della mitologia greca. È figlio di Beoto, a sua volta un figlio di Poseidone, e fu il padre di Alettore (o Elettrione), Ippalcimo, Areilico e Alegenore, e attraverso essi fu nonno dei comandanti beoti durante la guerra di Troia: Peneleo, Leito, Arcesilao, Protoenore e Clonio.
È probabilmente un personaggio distinto rispetto a Itono, figlio di Anfizione, citato da Pausania, che fu a sua volta padre di un figlio di nome Beoto, anche se i due miti spesso si confondono.